# Janákova vila
Janákova vila je vlastní rodinná vila architekta Pavla Janáka, která stojí v Praze 6-Dejvicích v Osadě Baba v ulici Nad Paťankou.

## Historie
Funkcionalistickou vilu postavil architekt Pavel Janák pro svoji rodinu v roce 1932. Původně roku 1931 vypracoval tři varianty, z nichž realizoval nejskromnější verzi. Stavba o rozměrech přibližně 10 x 10 metrů byla povolena 6. října 1931 a znovu 25. července 1932. Výstavbu provedla firma MOK, kolaudace proběhla 29. listopadu 1932.
Roku 1963 vdova po architektovi dům prodala. V letech 1996–1998 prošel celkovou rekonstrukcí podle projektu architekta Daniela Špičky.

## Údaje
- Konstrukce: masivní cihelné zdivo, 8 cm cihelné příčky, železobetonové stropní desky s křížovou výztuží
- Rok výstavby: 1932
- Stavební firma: MOK, Praha II, Hybernská 6
- Pozemek: 674 m²
- Zastavěná plocha: 101 m²
- Obestavěný prostor: 828 m²[3]

## Popis
Vila stojí ve spodní, první řadě kolonie a má nerušený výhled na Prahu. Odsazené horní patro prostého bílého kubusu se otevírá na terasu. Je členěno pouze okenními a dveřními otvory a plochou stříškou, která kryje přístup do zahrady v bočním průčelí. Úprava terénu umožňuje vstup z ulice do polozapuštěného suterénu.
Vnitřní dispozice se vyznačuje stupňovitou prostorovou koncepcí s náznakem „Raumplanu“. Hlavní vertikální komunikační osou je zde centrální točité schodiště. V suterénu původně byly umístěny provozní místnosti domu s garáží. Přízemí s neděleným prostorem obývacího pokoje a jídelny má přímý vstup na zahradní terasu. Na severní straně přízemí je vyčleněná část pro malou kuchyni. V prvním patře se nacházely ložnice, na severní straně šatna a koupelna.
Pozemek ve svahu byl upraven pomocí výkopů a násypů v zahradní terasu v úrovni přízemí domu.